# Grimmenthal
Grimmenthal ist ein Teil der Gemeinde Obermaßfeld-Grimmenthal im Landkreis Schmalkalden-Meiningen in Thüringen.

## Lage
Der Wallfahrtsort Grimmenthal grenzt östlich direkt an Obermaßfeld im Werratal. Grimmenthal und Obermaßfeld sind nicht nur kommunal, sondern auch in Wirklichkeit zusammengewachsen. Die Bundesstraße 89 und die Bundesautobahn 71 erschließen diese Gegend verkehrsmäßig. Hinzu kommt die Bedeutung im Bahnverkehr.

## Geschichte
Im Jahr 1497 wurde Grimmenthal erstmals urkundlich genannt. Der Ort gehörte zum Amt Maßfeld der Grafschaft Henneberg-Schleusingen. 1680 kam er zum Herzogtum Sachsen-Meiningen.
Ein wundertätiges Marienbild sorgte für die Einweihung der Wallfahrtskapelle. Der Bau der Werrabrücke wurde von den Einnahmen finanziert. Der Wallfahrtsort beendete seine Ausstrahlung mit der Reformation; Graf Georg Ernst von Henneberg-Schleusingen ließ stattdessen für die Armen ein Hospital bauen.
In Grimmenthal fand 1627 eine Hexenverbrennung statt. Die Witwe Barbara Urff wurde angeklagt und hingerichtet.
In Grimmenthal bestand im Zweiten Weltkrieg ein Kriegsgefangenenlager, in dem am Ende des Krieges noch 500 alliierte Soldaten gefangen gehalten wurden. Die meisten von ihnen waren während der Operation Market Garden in Gefangenschaft geraten. Sie wurden am 3. April 1945 befreit.
Nach 1945 baute man im Ort ein Feierabendheim, das 1990 geschlossen wurde.

## Verkehr
Grimmenthal liegt am Kreuzungspunkt der Hauptbahnen Eisenach–Lichtenfels und Neudietendorf–Ritschenhausen. Vom Bahnhof Grimmenthal bestehen mit Zügen von DB Regio, der Südthüringenbahn sowie der Erfurter Bahn viele Direktverbindungen zu Zielen innerhalb Thüringens sowie in Bayern:
- RE 7 (Mainfranken-Thüringen-Express): Erfurt – Arnstadt – Suhl – Grimmenthal – Bad Neustadt – Schweinfurt – Würzburg (zweistündlich, täglich)
- RB 40: Grimmenthal – Bad Neustadt – Schweinfurt (einzelne Züge, Montag bis Freitag)
- RE 50: Erfurt – Arnstadt – Suhl – Grimmenthal – Meiningen (zweistündlich, Montag bis Freitag)
- RB 41: Eisenach – Bad Salzungen – Meiningen – Grimmenthal – Themar – Hildburghausen – Eisfeld – Rauenstein – Sonneberg – (Neuhaus am Rennweg) (stündlich, täglich)
- RB 44: Erfurt – Arnstadt – Suhl – Grimmenthal – Meiningen (stündlich, täglich)

Des Weiteren verkehren montags bis freitags die Buslinien 402/403: Meiningen – Untermaßfeld – Grimmenthal – Salzbrücke – Leutersdorf – (Themar).
Für den Individualverkehr ist Grimmenthal über die Anschlussstelle 22, Meiningen Süd, an die Bundesautobahn 71 und die Bundesstraße 89 angeschlossen.